# Tmarus aporus
Tmarus aporus är en spindelart som beskrevs av Soares och Camargo 1948. Tmarus aporus ingår i släktet Tmarus och familjen krabbspindlar. Inga underarter finns listade i Catalogue of Life.